# Froelichia arizonica
Froelichia arizonica là loài thực vật có hoa thuộc họ Dền. Loài này được Thornber ex Standl. mô tả khoa học đầu tiên năm 1917.